# Эффективная оценка
Эффекти́вная оце́нка в математической статистике — наилучшая оценка в классе {\displaystyle \mathrm {K} } в среднеквадратичном смысле.

## Определение
Оценка {\displaystyle {\widehat {\theta }}_{1}\in \mathrm {K} } параметра {\displaystyle \theta } называется эффективной оценкой в классе {\displaystyle \mathrm {K} }, если для любой другой оценки {\displaystyle {\widehat {\theta }}_{2}\in \mathrm {K} } выполняется неравенство {\displaystyle M_{\theta }({\widehat {\theta }}_{1}-\theta )^{2}\leqslant M_{\theta }({\widehat {\theta }}_{2}-\theta )^{2}} для любого {\displaystyle \theta }.
Особую роль в математической статистике играют несмещенные оценки. Если несмещенная оценка {\displaystyle {\widehat {\theta }}_{1}} является эффективной оценкой в классе несмещенных и дисперсия совпадает с оценкой в неравенстве Крамера — Рао, то такую статистику принято называть просто эффективной.

## Единственность
В классе {\displaystyle \mathrm {K} _{b}=\{E({\widehat {\theta }})=c(\theta )\}}, где {\displaystyle c(\theta )} — некоторая функция,  
эффективная оценка {\displaystyle {\widehat {\theta }}} существует и единственна (с точностью до значений на множестве {\displaystyle A}, вероятность которого равна нулю: {\displaystyle P(x\in A)=0}).

## Асимптотическая эффективность
Некоторые оценки могут быть неэффективны на малых выборках, но обладать преимуществами при больших. Для таких случаев обычно рассматриваются состоятельные оценки, у которых дисперсия стремится к нулю при росте объёма выборки. Поэтому сравнение проводят по скорости сходимости, то есть фактически по дисперсии (ковариационной матрице) случайной величины (вектора) {\displaystyle {\sqrt {n}}{\hat {\theta }}}[уточнить]. В частности, асимптотически нормальная оценка, при которой имеет место сходимость по распределению {\displaystyle {\sqrt {n}}({\hat {\theta }}-\theta ){\xrightarrow {d}}N(0,V)} является асимптотически эффективной, если асимптотическая ковариационная матрица {\displaystyle V} минимальна в данном классе оценок.